# Vera Meyer

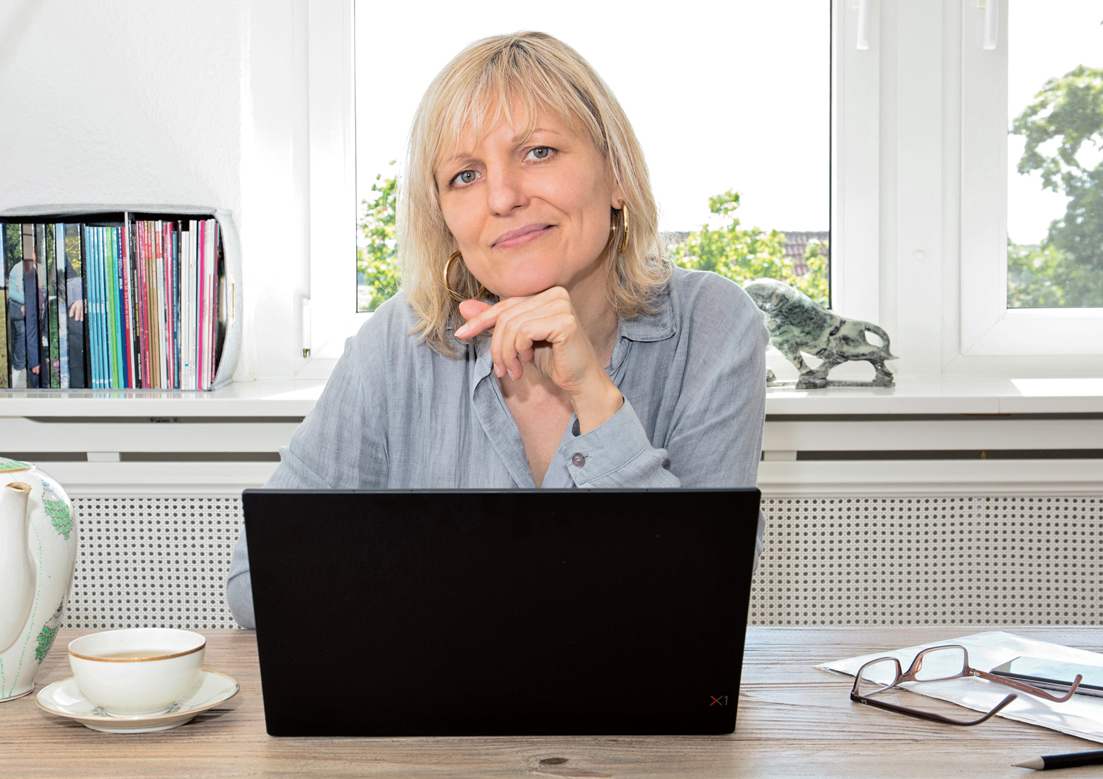
Vera Meyer (Juni 2020)

Vera Meyer (* 1970 in Hoyerswerda) ist eine deutsche Biotechnologin und Professorin an der Technischen Universität Berlin und leitet dort das Fachgebiet für Angewandte und Molekulare Mikrobiologie. Wissenschaftlich hat sich Meyer auf die Erforschung von Schimmel- und Pilzkulturen spezialisiert. Sie ist unter dem Pseudonym V. meer auch als bildende Künstlerin tätig, wobei sie ihre Erkenntnisse der Mikrobiologie, insbesondere aus der Pilzforschung, mit künstlerischen Mitteln verbindet.

## Leben
Vera Meyer studierte Biotechnologie an der Universität Sofia (Bulgarien) und der Technischen Universität Berlin, wo sie ihr Studium 1996 als Diplom-Ingenieurin für Biotechnologie abschloss. 2001 folgte die Promotion zum Dr.-Ing. bei Ulf Stahl am Fachgebiet Mikrobiologie und Genetik des Institutes für Biotechnologie an der TU Berlin. In den darauf folgenden Jahren, von 2002 bis 2008, arbeitete sie dort als wissenschaftliche Assistentin und Laborleiterin und habilitierte 2008 im Fach Mikrobiologie und Genetik ebenfalls bei Ulf Stahl.
Als Gastwissenschaftlerin führten ihre Forschungen sie 2003 nach London an das Imperial College of Science, Technology and Medicine. Von 2005 bis 2006 ging sie für ein weiteres Jahr als Gastwissenschaftlerin an die Universität Leiden (Niederlande). Bereits 2005 erhielt sie den Hochschullehrer-Nachwuchspreis der Dechema. 2008 übernahm sie für drei Jahre eine Assistenzprofessur an der Universität Leiden für Molekulare Mikrobiologie und Biotechnologie. Seit 2011 ist sie als Nachfolgerin von Ulf Stahl Professorin am Institut für Biotechnologie der TU Berlin und leitet das Fachgebiet Angewandte und Molekulare Mikrobiologie. Ihre wissenschaftliche Arbeit im Bereich der Pilzbiotechnologie wurde in mehr als 120 Fachveröffentlichungen publiziert (Stand Dezember 2022). Im Jahr 2021 bekam Vera Meyer den Preis für vorbildliche Lehre der TU Berlin für ihre digitalen Lehrveranstaltungen.
Seit 2008 arbeitet Vera Meyer als Künstlerin V. meer. Ihre Schwerpunkte lagen zunächst auf Malerei und Grafik, seit 2013 beschäftigt sie sich aber verstärkt mit der Skulptur und der Objektkunst. Die wissenschaftliche Arbeit mit Pilzen in der Mikrobiologie inspirierte sie, Zufallsfunde wie Waldpilze, Holz und Altmetall im Sinne des Objet trouvé miteinander zu kombinieren. Meyers Arbeiten lassen sich in Kategorien fassen, die gleichzeitig die Entwicklung ihres künstlerischen Weges beschreiben: malerisch – grafisch – plastisch – biologisch. Meyer trennt nicht zwischen wissenschaftlichem und künstlerischem Blick, sondern sucht die wechselseitige Inspiration. Sie möchte durch Mittel der Kunst das Potenzial von Pilzen für die Biotechnologie und für eine nachhaltige Bioökonomie interdisziplinär sichtbarer machen. Gemeinsam mit dem Architekten Sven Pfeiffer gründete Vera Meyer 2020 das Berliner SciArt Kollektiv MY-CO-X. Es nahm an der Ausstellung TinyBe 2021 mit der Haus-Skulptur MY-CO SPACE teil. Die Skulptur ist 2024 Teil der Ausstellung "Closer to Nature" in der Berlinischen Galerie, in der es um einen Perspektivwechsel in der Architektur geht. 

## Wissenschaft
Die Erforschung und Optimierung pilzlicher Zellfabriken ist der Schwerpunkt von Vera Meyers wissenschaftlicher Arbeit. Dabei geht es um eine effektivere Nutzung der Stoffwechselpotenziale von Pilzen, zum Beispiel zur Herstellung von Medikamenten, Plattformchemikalien oder Proteinen und zur Herstellung von Biomaterialien im Sinne einer nachhaltigen Bioökonomie und Kreislaufwirtschaft. Meyers wissenschaftliches Team an der TU Berlin verfolgt einen ganzheitlichen Ansatz und kombiniert Arbeitsweisen aus dem Bereich der Synthetischen Biologie und der Systembiologie. Gentechnische Methoden, wie zum Beispiel CRISPR-Cas9 und das Generieren großer omics-Datenmengen werden genutzt, um Genfunktionen und Genregulationsnetzwerke vorhersagen zu können. Dadurch ist es Meyers Team u. a. gelungen, den Pilz Aspergillus niger nicht nur als Zellfabrik für Proteine zu optimieren, sondern erstmals auch für Medikamente zu etablieren (European Patent EP 3 119 900 B1). Die Synthese aus Systembiologie und Synthetischer Biologie ist wissenschaftliches Neuland. Langfristiges Ziel ist es, den Übergang von einer beschreibenden, hin zu einer vorhersagenden Biologie zu ermöglichen.

## Wirken
Meyer engagiert sich für eine Einbindung von Bürgerwissenschaftlern in die Forschung. Durch inter- und transdisziplinären Projekte, wie Mind the Fungi! und Engage with Fungi, bringt sie Berliner Wissenschaftler, Bürger, Künstler und Designer zusammen und bezieht sie in wissenschaftliche Forschungsvorhaben ihres Instituts mit ein. Ziel ist es, gemeinschaftlich Szenarien für zukünftige, biobasierte Lebens- und Wohnwelten zu entwerfen. Die Ergebnisse dieser Projekte werden seit 2020 jeweils als Buch veröffentlicht.
Meyer fördert aktiv die Zusammenarbeit ihres Fachgebietes mit Künstlern durch „Artist in Residence“-Programme. Sie setzt sich zudem für einen Paradigmenwechsel bei wissenschaftlichen Publikationen ein und fordert eine Kultur des Open Access. Im Jahr 2014 gründete Meyer das erste Open-Access-Journal im Bereich der Pilzbiotechnologie (Fungal Biology and Biotechnology), für welches sie seitdem als Mitherausgeberin tätig ist.
Vera Meyer ist Sprecherin der europäischen Denkfabrik EUROFUNG und Mitglied der Deutschen Akademie der Technikwissenschaften (acatech). Die Ergebnisse von ihr in Berlin organisierter Denkfabriken wurden 2016 und 2020 als Weißbücher in dem Open Access Journal Fungal Biology and Biotechnology publiziert.

### Weitere Tätigkeiten und Mitgliedschaften
- Gründungsmitglied und wissenschaftliche Beraterin des niederländischen Biotechnologie-Unternehmens HiTeXacoat[25]
- Vorstandsmitglied der Dechema
- Mitglied des Wissenschaftlichen Beirats des US-amerikanischen Biotechnologie-Unternehmens MycoWorks[26]
- Von 2014 bis 2020 war sie Sprecherin der Fachgruppe Fungal Biology and Biotechnology der Vereinigung für Allgemeine und Angewandte Mikrobiologie (VAAM).

## Veröffentlichungen (Auswahl)
- mit Franziska Wanka, Janneke van Gent, Mark Arentshorst, Cees A. M. J. J. van den Hondel, Arthur F. J. Ram: Fungal Gene Expression on Demand: an Inducible, Tunable, and Metabolism-Independent Expression System for Aspergillus niger[27] (American Society for Microbiology, 2011)
- mit Dirk Müller-Hagen: David gegen Goliath – Entwicklung neuer antifungaler Wirkstoffe und Strategien[28] (2013)
- Morphologische Formfindung in Hyphenpilzen[29] (2013)
- mit Corrado Nai: The beauty and the morbid: fungi as source of inspiration in contemporary art[30] (2016)
- mit Franziska Wanka, Timothy Cairns, Simon Boecker, Christian Berens, Anna Happel, Xiaomei Zheng, Jibin Sund, Sven Krappmann: Tet-on, or Tet-off, that is the question: Advanced conditional gene expression in Aspergillus[31] (Science Direct / Fungal Genetics and Biology, 2016)
- mit Mikael R. Andersen, Axel A. Brakhage, Gerhard H. Braus, Mark X. Caddick, Timothy C. Cairns, Ronald P. de Vries, Thomas Haarmann, Kim Hansen, Christiane Hertz-Fowler, Sven Krappmann, Uffe H. Mortensen, Miguel A. Peñalva, Arthur F. J. Ram, Ritchie M. Head: Current challenges of research on filamentous fungi in relation to human welfare and a sustainable bio-economy: a white paper, Fungal Biol Biotechnol 3, 6 (2016)[32]
- mit Corrado Nai und Alexander Idnurm: Openness and visibility of fungal bio(techno)logy[33] (2017)
- mit Edeltraud Mast-Gerlach und Martin Weinhold: Vita activa in biotechnology: what we do with fungi and what fungi do with us (2017)[34]
- mit Timothy C. Cairns und Corrado Nai: How a fungus shapes biotechnology: 100 years of Aspergillus niger research[35] (2018)
- mit P. Schäpe, M.J. Kwon, B. Baumann, B. Gutschmann, S. Jung, S. Lenz, B. Nitsche, N. Paege, T. Schütze, T.C. Cairns: Updating genome annotation for the microbial cell factory Aspergillus niger using gene co-expression network[36] (Oxford Academic, Nucleic Acids Research, 2018)
- Merging science and art through fungi[37] (2019)
- mit Evelina Y. Basenko, J. Philipp Benz, Gerhard H. Braus, Mark X. Caddick, Michael Csukai, Ronald P. de Vries, Drew Endy, Jens C. Frisvad, Nina Gunde-Cimerman, Thomas Haarmann, Yitzhak Hadar, Kim Hansen, Robert I. Johnson, Nancy P. Keller, Nada Kraševec, Uffe H. Mortensen, Rolando Perez, Arthur F. J. Ram, Eric Record, Phil Ross, Volha Shapaval, Charlotte Steiniger, Hans van den Brink, Jolanda van Munster, Oded Yarden, Han A. B. Wösten: Growing a circular economy with fungal biotechnology: a white paper., Fungal Biol Biotechnol 7, 5 (2020)[38]
- V. meer, ARTOMICS, Katalogveröffentlichung zur gleichnamigen Ausstellung, Berlin (2020) ISBN 978-3-00-064743-7
- als Herausgeberin mit Regine Rapp: MInd the Fungi, Berlin (2020) ISBN 978-3-7983-3202-7[39]
- mit Matthias C. Rillig, Karine Bonneval, Christian de Lutz, Johannes Lehmann, India Mansour: Ten simple rules for hosting artists in a scientific lab, TU Berlin (2021)[40]
- als Herausgeberin mit Sven Pfeiffer: Engage with Fungi, Berlin Universities Publishing (2022) ISBN 978-3-98781-000-8[41]

## Ausstellungen (Auswahl)
- 2021: tinyBE • living in a sculpture, Metzlerpark des Museum Angewandte Kunst Frankfurt/Main, MY-CO SPACE, 2021, Kuratorin Cornelia Saalfrank[42]